# Theodor Wiederspahn

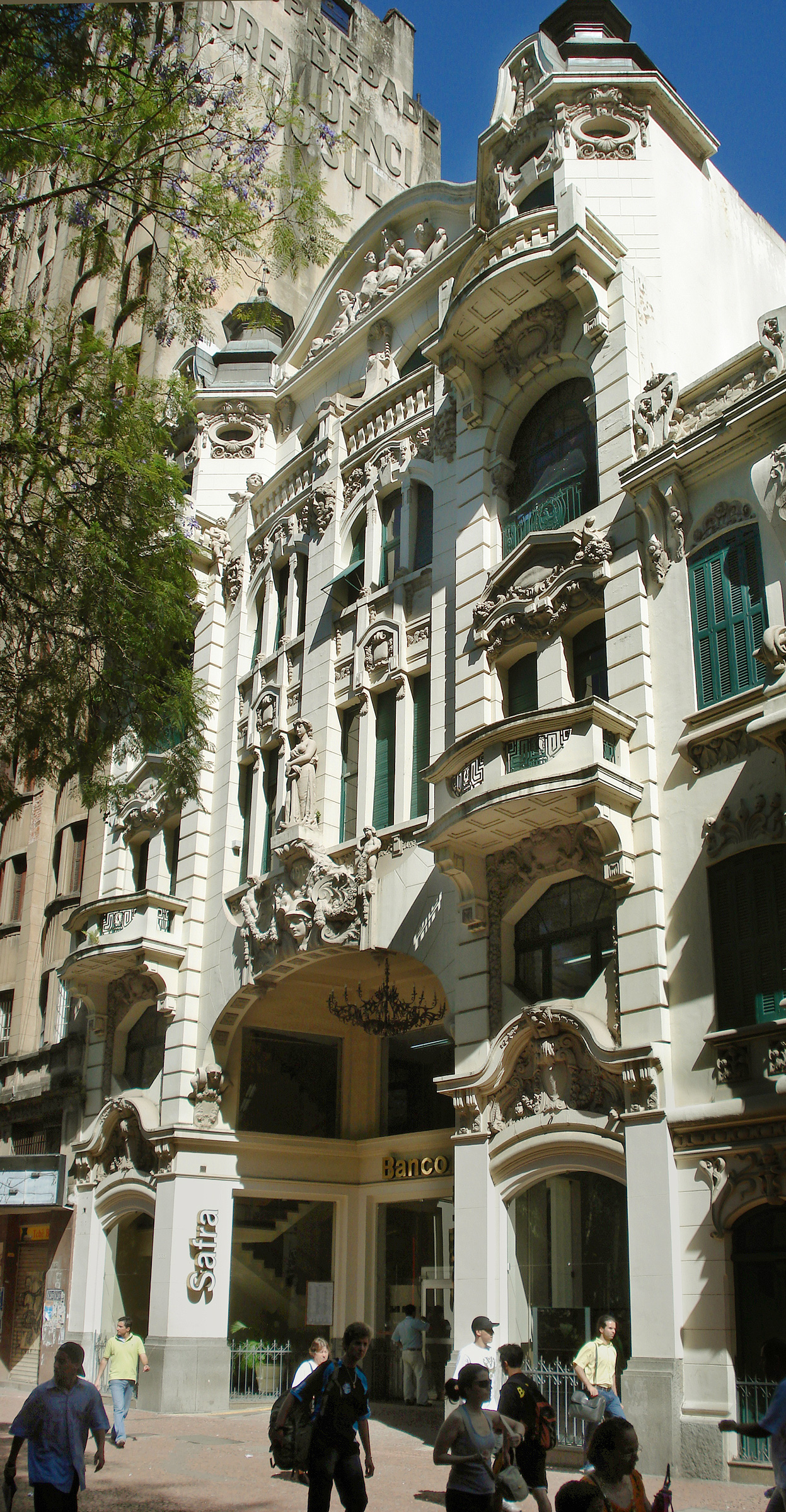
Fachada da antiga Previdência do Sul.

Theodor Alexander Josef Wiederspahn, mais conhecido como Theo Wiederspahn (Wiesbaden, 19 de fevereiro de 1878 — Porto Alegre, 12 de novembro de 1952) foi um arquiteto, engenheiro e construtor alemão naturalizado brasileiro. 
Filho de um carpinteiro e construtor, em sua juventude na Alemanha recebeu instrução qualificada em construção, arquitetura e decoração, começou sua vida profissional aos 14 anos como aprendiz de Phillip Mauhs, trabalhou na empresa de Josef Strecke e depois passou a auxiliar o pai, mas a convivência com ele era difícil, levando-o a procurar emprego em um escritório de arquitetura. Na Alemanha produziu dezenas de obras de variado caráter, revelando gosto tanto pelo experimentalismo de vanguarda como por estilos históricos, e no estado do Rio Grande do Sul, Brasil, onde se fixou em 1908, desenvolveu a parte principal da sua carreira. 
Sua fase áurea coincidiu com um período de prosperidade econômica regional, quando trabalhou no principal escritório de engenharia e construção de Porto Alegre, dirigido por Rudolf Ahrons, criando em conjunto vários prédios majestosos e ricamente decorados, de linhas ecléticas, que permanecem entre os principais marcos arquitetônicos da cidade. Com o fechamento da empresa em 1915, passou a desenvolver uma carreira independente, mas enfrentou dificuldades de várias ordens e faliu duas vezes. Não obstante, era um trabalhador incansável, e pôde erguer centenas de outras edificações na capital e em várias cidades do interior, de variados tipos e funções, das escolas e igrejas às residências populares, dos palacetes burgueses às grandes indústrias e casas comerciais, muitas delas também de grande significado social, histórico e artístico, contribuindo decisivamente para renovar o panorama arquitetônico estadual. Com o passar dos anos seu estilo evolui e se torna mais despojado e funcional, aproximando-se gradativamente da estética Déco e da Nova Objetividade. Casou duas vezes, deixando cinco filhos.
Depois de um período de obscuridade, sobrepujado pela escola modernista, cuja avassaladora influência levou à derrubada de dezenas de suas obras ecléticas, voltou a ser apreciado, e hoje, pela quantidade, qualidade, variedade e novidade de seus projetos e soluções construtivas, sua posição como um dos principais expoentes da história da arquitetura do Rio Grande do Sul está solidamente consagrada. Muitas das suas obras sobreviventes foram tombadas ou inventariadas.

## Biografia

### Alemanha
Theo Wiederspahn vinha de uma família oriunda de Soden, cujos primeiros registros datam de 1529. Seu pai, Heinrich Josef Wiederspahn, iniciou a vida como carpinteiro, e em 1863 casou-se com Christine Luise Koop, estabelecendo-se em Mainz como empregado na carpintaria Bembé. Ali nasceriam os seis primeiros filhos do casal: Emilie, Alexander, Jakob, Johann, Karl e Margarethe. Após a Guerra Franco-Prussiana de 1870-71, mudaram-se para Saarburg, onde nasceram Alfred, as gêmeas Johanne e Marie, e um natimorto. Heinrich dedicou-se à construção, abrindo uma olaria, mas a região não havia sido pacificada. Os franceses reclamavam-na, as guerrilhas eram frequentes e a olaria foi incendiada. Percebendo que ali não havia segurança, Heinrich foi obrigado a partir, mas quando preparava a viagem também sua casa foi incendiada, quando morreram cinco dos seus filhos. A família remanescente voltou para Mainz, Heinrich retomou seu emprego com Bembé e pouco depois mudaram-se para Wiesbaden, onde nasceram Theo e mais dois filhos, Helene e Heinrich. Graças a uma substancial indenização recebida do governo alemão, o pai pôde construir edifícios para aluguel de apartamentos, cuja renda lhe deu a base para um notável crescimento financeiro nos anos seguintes, abrindo bem sucedidas empresas de construção e marcenaria e dedicando-se a outros investimentos paralelos, especialmente a especulação imobiliária, vindo a fazer fortuna.
Wiederspahn iniciou sua carreira profissional com 14 anos como aprendiz de pedreiro de Phillip Mauhs, com quem trabalhou até 1894, ao mesmo tempo terminando o curso médio na Fachschule für Bau-und Kunstgewerbeschule (Escola Profissional de Construção e Ofícios) de Wiesbaden. Formou-se na Koenigliche Baugewebeschule (Real Escola de Construção) de Idestein em 1896, fazendo cursos paralelos de revestimentos de interiores, serralheria e cantaria. No mesmo ano começou a trabalhar com o pai, e sua primeira obra foi o projeto de um palacete para a família, que ainda existe. Em fevereiro de 1897 assumiu o cargo de Diretor Técnico na empresa de construção de Josef Strecke, em Bonn. No mesmo ano sofreu uma queda de uma altura de 12 metros durante a demolição do palácio do príncipe eleitor, sofrendo sérios ferimentos que, por outro lado, o pouparam do serviço militar obrigatório. Desenvolveria vários projetos de palacetes e prédios comerciais para Strecke, mas quando a empresa foi reorganizada, transferiu-se para Darmastadt, a fim de matricular-se na Universidade Técnica. Sua preparação era insuficiente e matrícula não ocorreu, mas passou a assistir as aulas como ouvinte. Pouco depois, por insistência do pai, voltou a Wiesbaden para assumir a parte técnica da sua empresa de construção e supervisionar os canteiros de obras, realizando diversos projetos para ele, que atraíram a atenção e foram muito apreciados, começando a fazer reputação.
Segundo um relato autobiográfico deixado por Wiederspahn, seu pai era autoritário, nem sempre justo e costumava jogar os filhos uns contra os outros, tornando a convivência difícil, e a tensão aumentou com o internamento da mãe em um hospital psiquiátrico. Então Wiederspahn decidiu iniciar uma carreira independente, mudando-se para Saarbrücken, onde passou a trabalhar para o escritório de arquitetura Weskalnihs. Nesta época casou-se com Pauline Markel, e com ela teria os filhos Alex, Thea, Paul e Marie Luise, mas o casamento não durou muito, e Pauline se mudou para Idstein levando as crianças. Alguns anos mais tarde casou novamente, com Maria Mina Haffner, com quem teve os filhos Heinz Willi e Hanna Gerda. Disse Wiederspahn que os problemas familiares foram o principal motivo da sua emigração para o Brasil. Seu irmão Heinrich vivia no Rio Grande do Sul desde 1904 trabalhando para uma empresa belga envolvida na construção da ferrovia entre Montenegro e Caxias do Sul, e em 1908 transmitiu-lhe a notícia de que havia uma colocação para ele. Assim, em 1908 demitiu-se do emprego, renunciou à sua herança em favor dos filhos que tivera com Pauline, e partiu, chegando a Porto Alegre em maio.

### Brasil

#### Parceria com Rudolf Ahrons

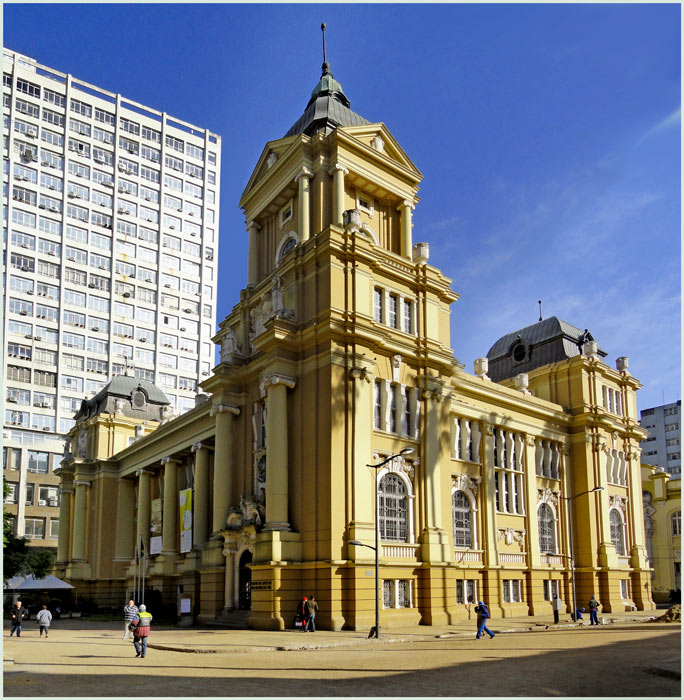
A antiga Delegacia Fiscal da Receita Federal.

Como sua viagem demorou mais que o previsto, quando chegou a vaga que lhe haviam prometido na empresa belga havia sido preenchida, mas em setembro foi contratado pelo escritório de engenharia e construção de Rudolf Ahrons, ocupando o lugar deixado pela saída de Hermann Menchen da firma. O escritório de Ahrons era o principal da cidade, e ali Wiederspahn respondia pelo Departamento de Projetos, permanecendo na empresa até o fim de 1915, quando a firma foi fechada em circunstâncias ainda pouco claras, possivelmente em função dos problemas gerados pela I Guerra Mundial. O período com Ahrons, marcado pela construção de edifícios imponentes, viu surgir a maioria dos projetos pelos quais Wiederspanh é mais lembrado, como a Delegacia Fiscal da Receita Federal, a Escola de Medicina,Ver nota: os Correios e Telégrafos a Previdência do Sul e a Cervejaria Bopp, mas vários outros edifícios muito significativos desta etapa já não existem, como o Palácio Chaves, a Caixa Econômica Federal, várias sedes de bancos e uma série de palacetes. Como a demanda era grande, passou a contar com a assistência do arquiteto Alexander Gundlach para o detalhamento dos projetos, e do engenheiro Alfred Haessler para os cálculos estruturais do concreto. Para a parte da decoração de fachada e interiores o escritório contava com a parceria de João Vicente Friedrichs, líder de uma das mais requisitadas oficinas de decoração predial da cidade e por muitos anos o fornecedor exclusivo de Ahrons para ornamentos e esculturas, executados a partir de desenhos do arquiteto.

#### Carreira independente

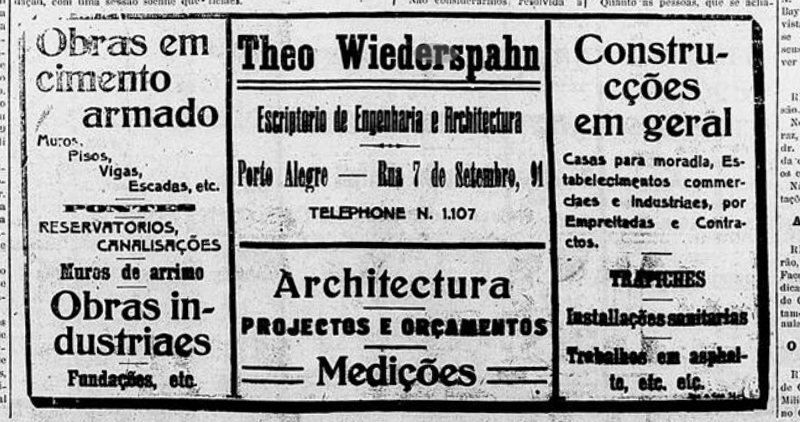
Propaganda profissional publicada em 1916.

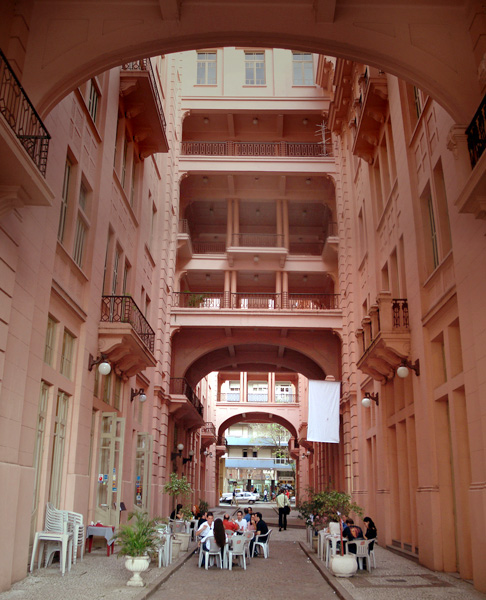
Alameda interna no antigo Hotel Majestic.

Com o fim dessa frutífera sociedade, logo no início de 1916 Wiederspahn abriu uma firma própria, que consistiu na transformação do setor de projetos de Ahrons em uma empresa independente, herdando a maior parte da antiga clientela. Nos primeiros tempos os negócios andaram bem, obtendo muitas encomendas de particulares, mas o governo e as instituições passaram a preferir outros arquitetos, retirando a principal fonte de rendimentos. Há uma série de evidências documentais mostrando que os alemães e seus descendentes, bem como os italianos, passaram a sofrer discriminação durante a guerra, e que seu acesso aos contratos era vetado. A alegação é que a formação de Wiederspahn na Alemanha seria técnica, não acadêmica. O próprio Wiederspanh, em sua autobiografia, declarou que mesmo depois da guerra ele permaneceu incluído numa "lista negra".
Apesar das dificuldades, havia já feito renome e ainda era bastante procurado para uma variedade de projetos em Porto Alegre e pelo interior do estado. Podem ser destacados neste período o Hotel Majestic, as sedes do Clube Thurnerbund e da Sociedade Ginástica, vários escritórios, armazéns e depósitos na Rua Voluntários da Pátria, onde se concentrava o distrito industrial da capital, os palacetes de Rudolf Ahrons e Carlos Daudt, e as sedes dos bancos da Província e do Comércio em Cruz Alta. Contudo, em abril de 1917 o Brasil declarou guerra à Alemanha, desencadeando uma onda de depredações e incêndios de estabelecimentos pertencentes a alemães em Porto Alegre. Wiederspahn não foi diretamente afetado, mas relatou que a situação lhe provocou muitos desgostos. Para piorar, os dois últimos anos da guerra trouxeram uma paralisação quase total na construção civil, e neste período Wiederspahn contraiu a gripe espanhola, passando seis meses doente.
A partir de 1919 o mercado começou a se recuperar, surgindo novas encomendas importantes, como a ampliação do Palácio Chaves, que o tornou o edifício mais alto da cidade, e especialmente prédios industriais e comerciais de grandes proporções, incluindo a ampliação da Cervejaria Bopp e do Hotel Majestic, o Moinho Chaves, a fábrica de móveis de Hugo Gerdau, a metalúrgica Wallig, a seção de maltaria da Cervejaria Continental, o Hotel Esteves Barcellos, a loja de Nicolau Ely, além da construção de muitas residências e palacetes em Porto Alegre, Rio Grande, Santa Maria, Pelotas, Triunfo, Cachoeira do Sul, Estrela, Cruz Alta e várias outras cidades. Em 14 de junho de 1921 foi publicada sua naturalização brasileira. As dificuldades voltaram quando se envolveu na construção do grandioso prédio do Banco Nacional do Comércio. Havia várias partes interessadas e elas entraram em conflito, complicando e retardando o prosseguimento das obras por muitos anos, e com o advento da Grande Depressão Wiederspahn faliu, perdendo todos os seus bens. Salvou-se apenas uma chácara que possuía no bairro de Ponta Grossa, que estava em nome de terceiros, para onde ele se retirou.

#### Anos finais
Mesmo com este grande abalo, sua atividade não cessou, e já em 1930 desenvolveu 16 novos projetos, mas nos dois anos seguintes a procura se reduziu drasticamente, principalmente em função dos problemas econômicos gerados no estado pela Revolução de Vargas e por crises de doenças reumáticas e nervosas que o abateram por meses. Como resultado, em 1932 teve novamente de fechar sua firma. A maioria dos projetos deste curto período são pouco expressivos, mas são importantes exceções a Igreja Luterana de Cachoeira do Sul e o palacete de Carlos Günther na capital. Sobreviveu por algum tempo trabalhando para o Consulado Alemão como avaliador de patrimônios de alemães que desejavam voltar à Europa, viajando muito pelo interior.

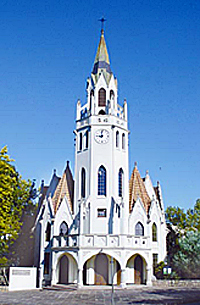
A Igreja Luterana de Cachoeira do Sul.

Pouco depois estreitou relações com a comunidade evangélica, passando a desenvolver uma série de projetos para ela, incluindo a Escola Pré-Teológica e o Colégio Sinodal em São Leopoldo, a ampliação da Fundação Evangélica, uma escola primária e a Sociedade Ginástica em Novo Hamburgo, a ampliação do Hospital Alemão em Porto Alegre, e a construção de uma série de templos e outros edifícios em outras cidades do interior. Em 1939 passou a administrar a implementação da "Estação Experimental de Caça e Pesca" em Ponta Grossa (hoje Laboratório Federal de Defesa Agropecuária - Lanagro/RS), uma iniciativa oficial, ao mesmo tempo ocupando-se na construção de muitas residências populares na zona sul de Porto Alegre.
Em 1942, já em plena II Guerra Mundial, voltou a sofrer discriminação, sua casa passou por uma busca policial e ele foi preso por dois dias, mesmo já tendo obtido a cidadania brasileira. Teve muitos papeis, arquivos e objetos pessoais confiscados e nunca devolvidos. Na sua autobiografia disse que o evento o jogou em profunda depressão, ficando quase um ano incapacitado para o trabalho. De fato, só voltaria a atuar na construção mais de dois anos depois, vivendo neste intervalo como apicultor.
Os evangélicos continuaram como os seus principais clientes nos primeiros anos do Pós-Guerra, ampliando a Escola Comercial Alberto Torres e construindo a Casa Comercial Hessel & Cia. em Lajeado, a reforma de duas escolas e a construção da Sociedade Concórdia em Panambi, um grande ginásio em Panambi, templos no Vale do Caí e a igreja do leprosário de Itapuã. Em 1947 estabeleceu uma sociedade com o construtor Friedhold Rhoden, que resultou em diversos novos projetos, especialmente a reforma da Sociedade dos Cantores de Hamburgo Velho, um novo pavilhão para o Hospital Christ em Nova Petrópolis, um edifício de apartamentos para Boleslau Konarevski e uma grande caixa d'água em Estância Velha, que foi o seu último projeto documentado, datado de maio de 1949. Apesar de manter uma atividade significativa, as múltiplas preocupações e impedimentos que encontrou nas duas últimas décadas de sua vida levaram a uma radical diminuição em seu ritmo produtivo. Faleceu em Porto Alegre em 12 de novembro de 1952, e seu corpo foi sepultado no Cemitério Evangélico de Porto Alegre.

## Obra

### Contexto
Wiederspahn recebeu uma formação ampla. Naquele tempo os campos da arquitetura, da engenharia, da construção e da decoração eram mal delimitados, e todos os profissionais acreditados da construção deviam dominar essas matérias. Sua propaganda na imprensa em 1917 prometia executar "quaisquer projetos e plantas para construções em geral, inclusive cimento armado. Trabalhos em asfalto culée. Obras de portos. Barragens de curso d'água. Iluminações. Instalações sanitárias. Trabalhos geodésicos e topográficos. Demarcações coloniais. Explorações e locações de estradas de ferro e rodagens, etc, etc". As academias em que estudou na Alemanha davam esse preparo multidisciplinar, e a situação da construção no Brasil na virada do século XIX para o século XX era em tudo semelhante, com o importante diferencial de haver uma carência generalizada de profissionais que haviam passado por um curso superior. O aprendizado no Brasil historicamente se dera principalmente por vias informais e no trabalho prático sob a direção de um mestre, uma herança do antigo sistema das guildas medievais que tardou muito a ser superado. Em todo o Brasil, até o fim do século XIX só funcionaram quatro escolas superiores de engenharia, e apenas uma de arquitetura. Assim, as credenciais de Wiederspahn o tornaram um dos arquitetos-construtores mais qualificados na Porto Alegre de sua geração.

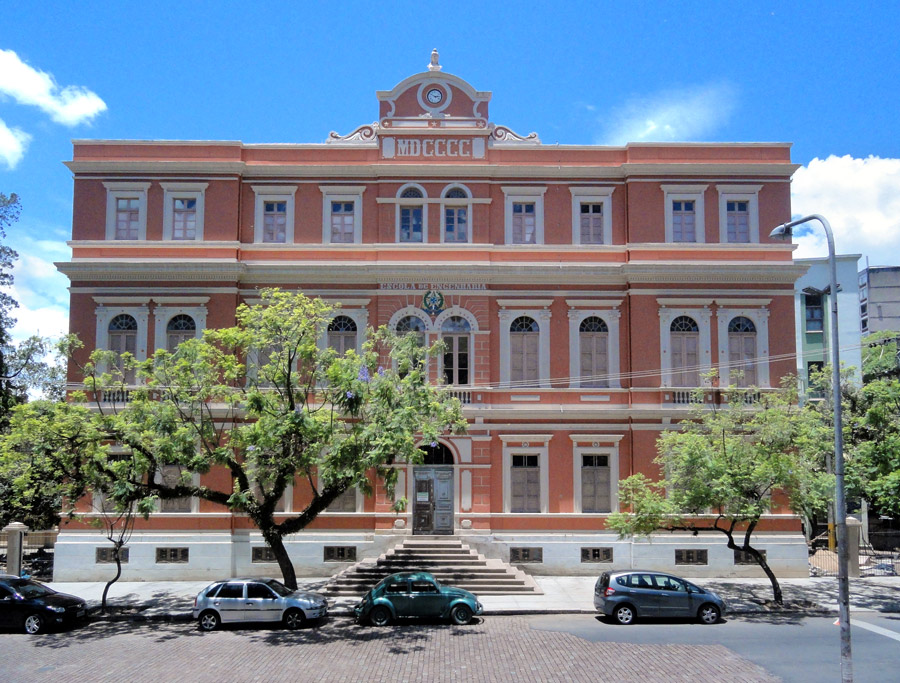
O prédio da Escola de Engenharia, projetado por João José Pereira Parobé.

Havia uma Escola de Engenharia na cidade, mas tinha uma história recente e um perfil um tanto diferente. Havia sido fundada em 1896, em seus primeiros tempos permaneceu fortemente ligada à esfera da engenharia militar, e a maioria dos seus egressos foi absorvida pela Secretaria de Obras do Governo do Estado, empenhando-se principalmente em trabalhos de agrimensura, agronomia, urbanismo, hidráulica e infra-estrutura pelo interior. O currículo inicial incluía um curso de arquitetura, mas ele foi logo suprimido. Permanecia a ênfase na prática, sob a inspiração das escolas técnicas alemãs, onde muitos professores da Escola haviam estudado, e que se preocupavam em preparar os candidatos desde a juventude com cursos profissionalizantes, eventualmente conduzindo-os aos cursos superiores mais tarde.
Ao chegar à capital Wiederspahn encontrou um ambiente especialmente favorável para a materialização de projetos grandiosos, campo onde deixou seus melhores trabalhos. Numa fase de prosperidade econômica e sob o estímulo de governantes positivistas alinhados à filosofia do progresso e da modernização, a cidade experimentava uma fase de remodelação urbanística e de intensa atividade edilícia. Uma classe burguesa enriquecida no comércio e na indústria, em grande parte composta de descendentes de alemães, foi um elemento adicional de grande peso neste processo, juntando-se à oficialidade no entendimento da arquitetura como um campo privilegiado para dar visibilidade a conceitos de civilização, higiene e ordem moldados na cultura europeia, ao mesmo tempo desejando abandonar os antigos padrões coloniais, símbolos de atraso.

### Características

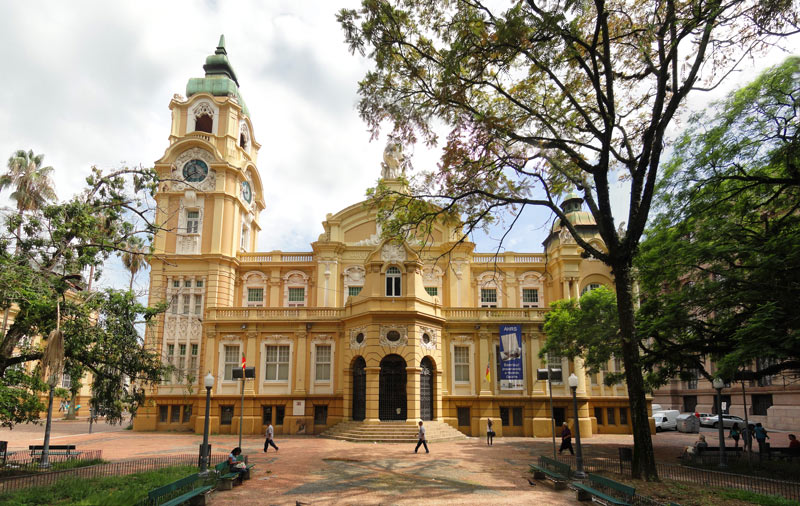
Antigos Correios e Telégrafos.

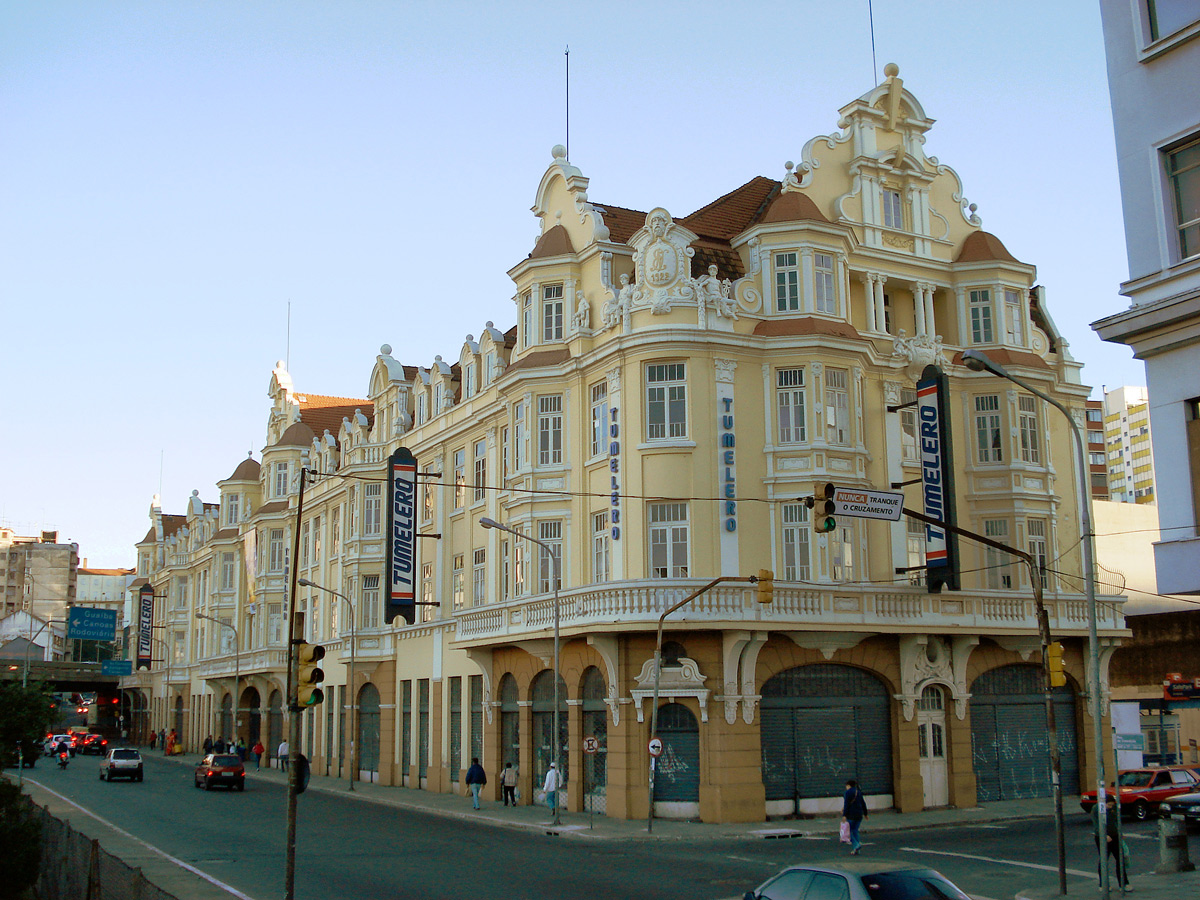
Edifício Ely

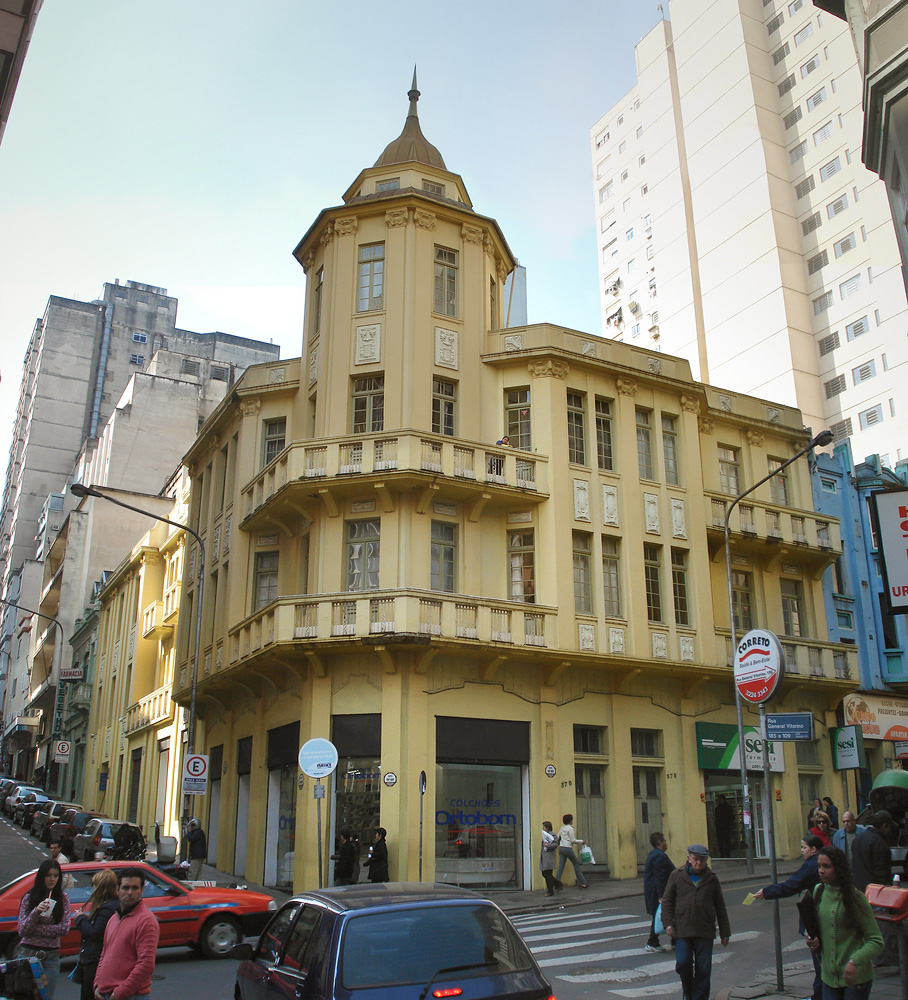
Prédio João Paz Moreira.

Apesar desse desejo de renovação, o estado ainda vivia sob tradições conservadoras, motivo pelo qual o Modernismo tardou a enraizar. A estética preferida nas três primeiras décadas do século XX foi uma combinação historicista de referenciais retirados das escolas barroca, neoclássica, romântica e pompier, comumente denominada arquitetura eclética, muitas vezes densamente ornamentada com esculturas e relevos de fachada e suntuosa decoração interna que incluía revestimentos de mármore, azulejaria, pinturas parietais decorativas e vitrais. Nesta rica decoração era frequente a apresentação de uma simbologia idealista que refletia as aspirações da classe dominante. Os arquitetos, engenheiros e decoradores de origem alemã dominavam o mercado da construção da época, e neste contexto a firma de Ahrons e os projetos de Wiederspahn se destacaram entre todos. Para a historiadora Sandra Pesavento, "há que constatar que com sua formação técnica adquirida na Alemanha, Ahrons e Wiederspahn foram responsáveis pela renovação visual de grande parte da cidade. Seus serviços eram extremamente requisitados, e a aprovação dos projetos apresentados mostra que acompanhavam o padrão estético de uma elite endinheirada e tendente ao que se poderia chamar de 'viés germânico' de construção. Provavelmente sua capacidade técnica fazia com que fossem formadores de opinião e gosto, reforçando o endosso generalizado de tais padrões". Na percepção de Nara Machado, coordenadora do curso de Especialização em Arquitetura da PUCRS, "nas suas formulações se combinam o gosto pelo detalhe, o preciosismo nos acabamentos e o requinte estético, mas também uma funcionalidade muito eficaz”.
Mas sua estética não se limita ao Ecletismo. Durante sua temporada na Alemanha seu estilo inicial teve muito de experimentalismo, testando as possibilidades de uma larga variedade de referenciais, mas predominavam uma leitura modernizada e geometrizante da tradição clássica, que tinha paralelos com a Sezession, e uma tendência à austeridade decorativa, assimetria estrutural e formas simplificadas, que mais tarde dariam origem à Nova Objetividade. Essa evolução estava ao par da vanguarda da época, mas não estavam ausentes exemplos em que domina uma estética fantasiosa e arcaizante que assimila traços rústicos e medievais à sofisticação fluida das formas Jugendstil, com resultados que pertencem à órbita do pitoresco romântico, como alguns palacetes que projetou que se assemelham a castelos de contos de fadas.
No Rio Grande do Sul ele reverteria a um forte historicismo, adotando a linguagem tipicamente eclética já consagrada na região, mantendo, contudo, uma preferência pelos referenciais do Barroco alemão, expressos na ornamentação exuberante da fachada, apinhada de volutas, relevos e esculturas, nas pilastras projetadas e nas cúpulas bulbosas. Também são frequentes elementos oriundos da Renascença alemã, como os típicos frontões muito verticalizados e frequentemente escalonados, e janelas com abertura subdividida, e não descartou absorver a sinuosidade fitomórfica da Art Nouveau em alguns ornamentos. Nos prédios que projetou em geral revela-se uma preocupação com a simetria da fachada, mas essa regra foi quebrada muitas vezes, e aqueles localizados em esquinas muitas vezes recebiam um tratamento que diferenciava e valorizava o bloco da extremidade, realçando sua volumetria e coroando-o de torres, pináculos ou cúpulas. A Delegacia Fiscal, a Escola de Medicina, a Cervejaria Bopp, os Correios e Telégrafos, a Previdência do Sul, entre outras obras, são exemplos monumentais da sua fase eclética, e segundo o professor Mauro F. N. Bohm, do curso de Engenharia Civil do IFSC, estariam entre os mais representativos desta escola em todo o estado.

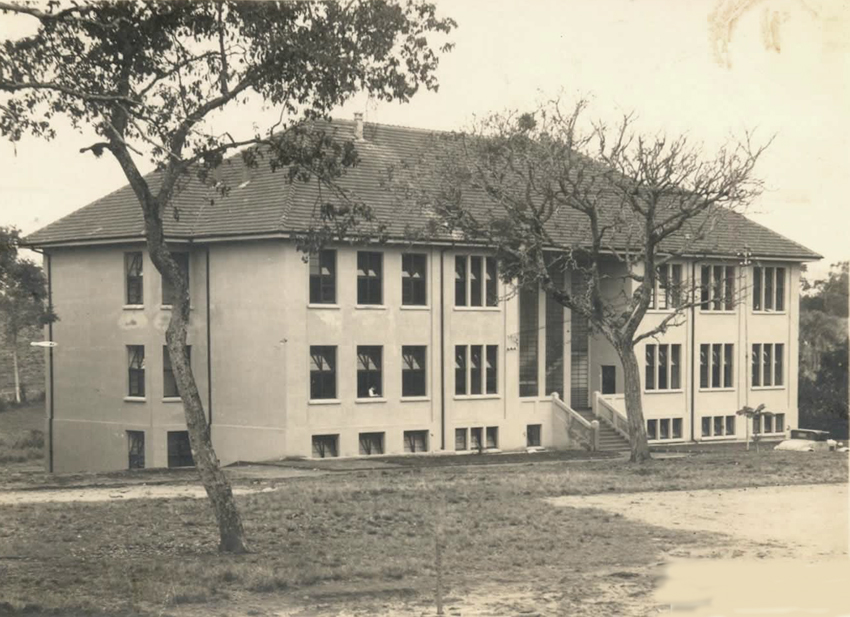
Colégio Sinodal de São Leopoldo.

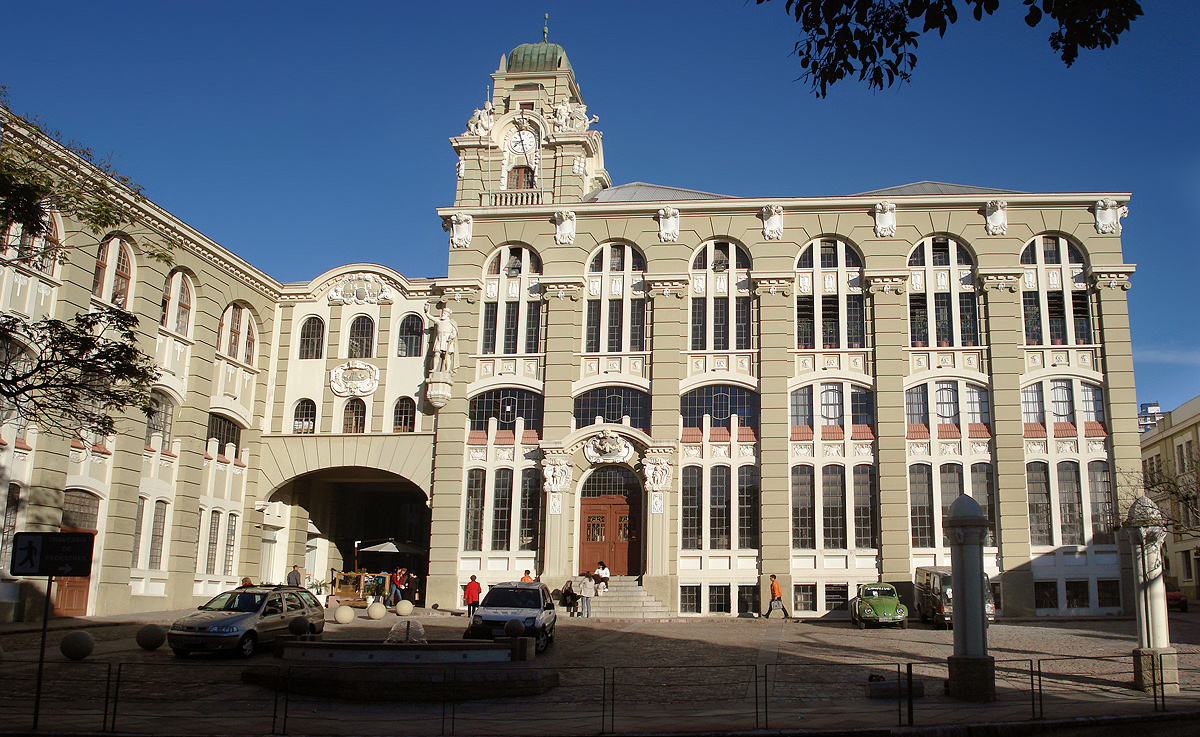
Antiga Cervejaria Bopp.

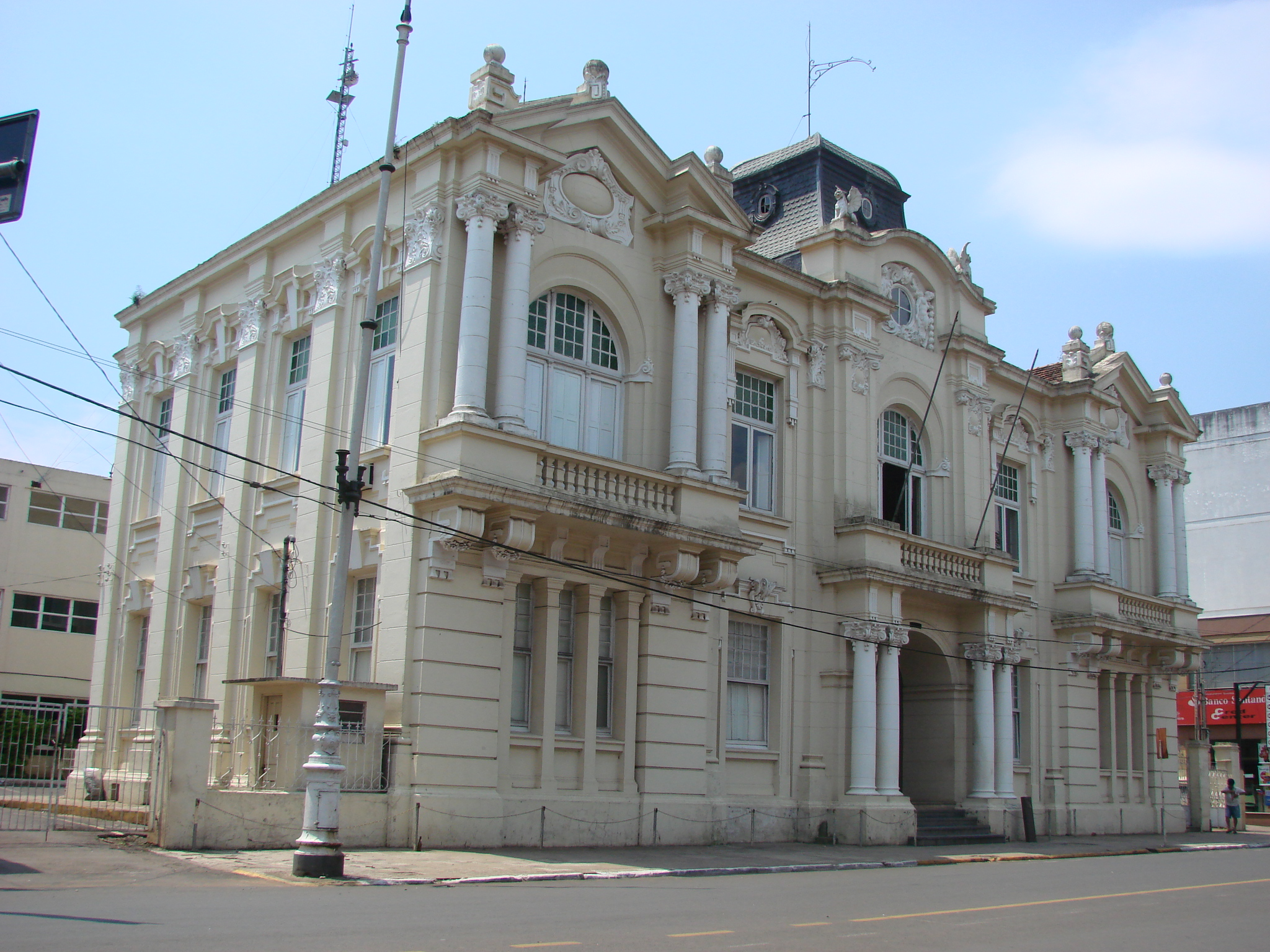
Palácio da Intendência de Cruz Alta.

A partir da década de 1920 o denso decorativismo e o historicismo dos seus projetos anteriores vai sendo suavizado, adotando soluções mais simplificadas, despojadas e de desenho geometrizante, visíveis especialmente nas construções industriais e nas habitações mais populares, que o levam para o universo da Art Déco e a um retorno à Nova Objetividade, e o aproximam da Bauhaus e do Modernismo. São bons representantes dessa nova tendência o Prédio João Paz Moreira, o Edifício Bier & Ulmann e a reforma do Hospital Alemão em Porto Alegre, a Fundação Evangélica de Novo Hamburgo e a Associação Caixeiral de Lajeado. Obras como a Sociedade de Cantores de Hamburgo Velho, o Colégio Sinodal de São Leopoldo e a Fábrica de Móveis Gerdau e o Moinho Irmãos Chaves em Porto Alegre são absolutamente funcionais e progressistas, abandonam a linguagem histórica e toda ornamentação, e mostram uma volumetria geométrica muito simplificada. Já para os templos evangélicos muitas vezes passou a incorporar nítidos traços neogóticos, até meados do século XX um estilo favorito para a edificação sacra em todo o estado. Ao longo de todas essas transformações estilísticas, é um traço marcante em Wiederspahn a sua extraordinária liberdade, versatilidade e inventividade, nenhum projeto se parece com nenhum outro, embora naturalmente possam compartilhar de elementos estruturais comuns, decorrentes do tipo e função. Mas sua evolução não foi linear, e encontramos elementos progressistas ao lado de conservadores em quase toda sua carreira. Muitas vezes a escolha da estética dominante dos edifícios dependia do gosto dos fregueses. Sedes bancárias, por exemplo, em geral seguiam linhas intencionalmente mais conservadoras, a fim de transmitir uma impressão de confiança, tradição e solidez institucional.
Em termos estruturais as principais novidades que introduziu na arquitetura estadual foram a iluminação zenital, que empregou na Delegacia Fiscal e em edifícios industriais, e o uso do concreto armado em larga escala, fazendo-o com grande arrojo para a criação de amplos vãos livres, como é o caso do Hotel Majestic, com passarelas cobrindo uma alameda interna, da Delegacia Fiscal, com um grande terraço como cobertura, e principalmente da Cervejaria Bopp, um dos maiores prédios de concreto em todo o Brasil em sua época. Também foi pioneiro no tratamento ornamental de prédios industriais, até então sempre erguidos sobre princípios eminentemente funcionalistas. Sua valorização ornamental dos edifícios industriais o faz, segundo Roberto Segre, um precursor paradigmático do neoecletismo pós-moderno, especialmente pela simbologia decorativa, onde não exclui uma releitura sutilmente irônica da tradição.
Apesar dos contratempos que enfrentou em sua carreira, sua produção é vasta, sendo conhecidos 554 projetos de sua autoria. Além dos já citados, merecem destaque também as filiais do Banco do Comércio em Santa Maria, Osório, São Francisco e Cruz Alta, a filial do Banco da Província e o Palácio da Intendência em Cruz Alta, o Clube Caixeiral de Santa Maria e a Cervejaria Continental de Santa Cruz, entre outras. A casa onde viveu ainda existe.
Possivelmente ele seja o autor também do traçado básico da atual Catedral Metropolitana de Porto Alegre. Segundo o relato de Günter Weimer, o desenho da Catedral se originou de um concurso, do qual participaram Theo Wiedersphan, Johan Ole Baade e Jesús Maria Corona. Corona foi o vencedor com um projeto para uma vasta catedral neogótica com cinco naves e torres de 72 m de altura, com uma cripta em estilo manuelino. Entretanto, o projeto encontrou críticas de todos os lados, especialmente da Escola de Engenharia, o que levou ao seu abandono. O fato de seu autor ter fama de anarquista também não ajudou. Os outros dois premiados, Wiederspahn e Baade, eram ambos protestantes, o que pode ter gerado resistências dentro da Igreja Católica. Assim, por razões várias, nenhum era aproveitável, e o Arcebispo remeteu os projetos para Roma e solicitou ao arquiteto da Cúria Romana, Giovanni Battista Giovenale, que procedesse a uma revisão, e por isso hoje o projeto usualmente é creditado a Giovenale. Mas Günter Weimer afirma o trabalho de Giovenale se limitou a uma revisão sumária, usando largamente o projeto apresentado por Wiederspahn, e entregando a maior parte do trabalho técnico para o tcheco Josef Hruby.

## Atividades associativas
Wiederspahn participou em 1914 da fundação de uma Gewerbeschule (Escola de Ofícios), assumindo a primeira Direção. Esta escola surgiu por iniciativa da comunidade alemã, com o apoio do Consulado e da alta burguesia, oferecendo aulas de desenho livre, geométrico, projetivo, técnico de máquinas, arquitetônico e topográfico, bem como das disciplinas de física, química, contabilidade, economia, álgebra, cálculo, estática, mecânica, resistência de materiais, planimetria e estereotomia, além de alemão e português. As aulas teóricas eram complementadas com a prática. Os docentes eram voluntários e variaram muito, mas Wiederspahn foi um dos mais constantes. O ensino objetivava suprir a carência de técnicos em ofícios na cidade, e desde o início a procura foi grande. No primeiro ano se matricularam 100 alunos, e no segundo, 160. Os progressos eram premiados em solenidades que contavam com a presença de altas autoridades, e os trabalhos eram apresentados ao público em exposições. Porém, no evoluir da I Guerra Mundial, as atividades alemãs foram cerceadas, e em 1916 somente 16 alunos prestaram os exames finais. As dificuldades se multiplicaram e em 1917 a escola foi fechada. Reabriu em 1921, mas com menos de 20 alunos. Wiederspahn deixou a direção em 1922, e a escola permaneceu em atividade, com altos e baixos, até a década de 1930.
Com a Grande Depressão os trabalhadores alemães procuraram uma rearticulação associativa, também como uma forma de proteção contra a xenofobia, criando em 1930, com o apoio do Consulado Alemão, a Deutsche Handwerkverbanden (Associação dos Artesãos Alemães), que apesar do nome agregava praticantes de variados ofícios técnicos; a maioria vinha do ramo da arquitetura e construção. Seu perfil geral era o de um sindicato, representando os interesses econômicos, políticos e profissionais da classe, mas também havia a preocupação de promover uma melhoria nas condições do ensino profissionalizante, o cultivo das tradições artesanais e intercâmbios culturais, bem como aperfeiçoar os critérios de reconhecimento profissional. Wiederspahn foi eleito primeiro presidente. Essa fundação teve ampla e rápida repercussão, sendo imitada em muitas outras cidades do estado onde havia comunidades alemãs, e em meados de 1931 já tinha mais de 600 associados. Na mesma época Wiederspahn se retirou, envolvido em problemas pessoais, mas ao despedir-se foi homenageado com o título de Mestre Honoris Causa e uma medalha.

## Legado

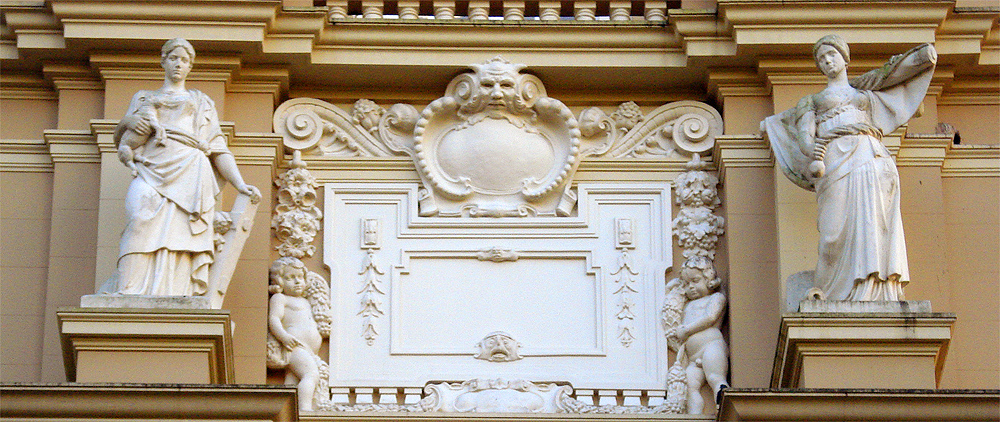
Decoração na fachada da antiga Delegacia Fiscal.

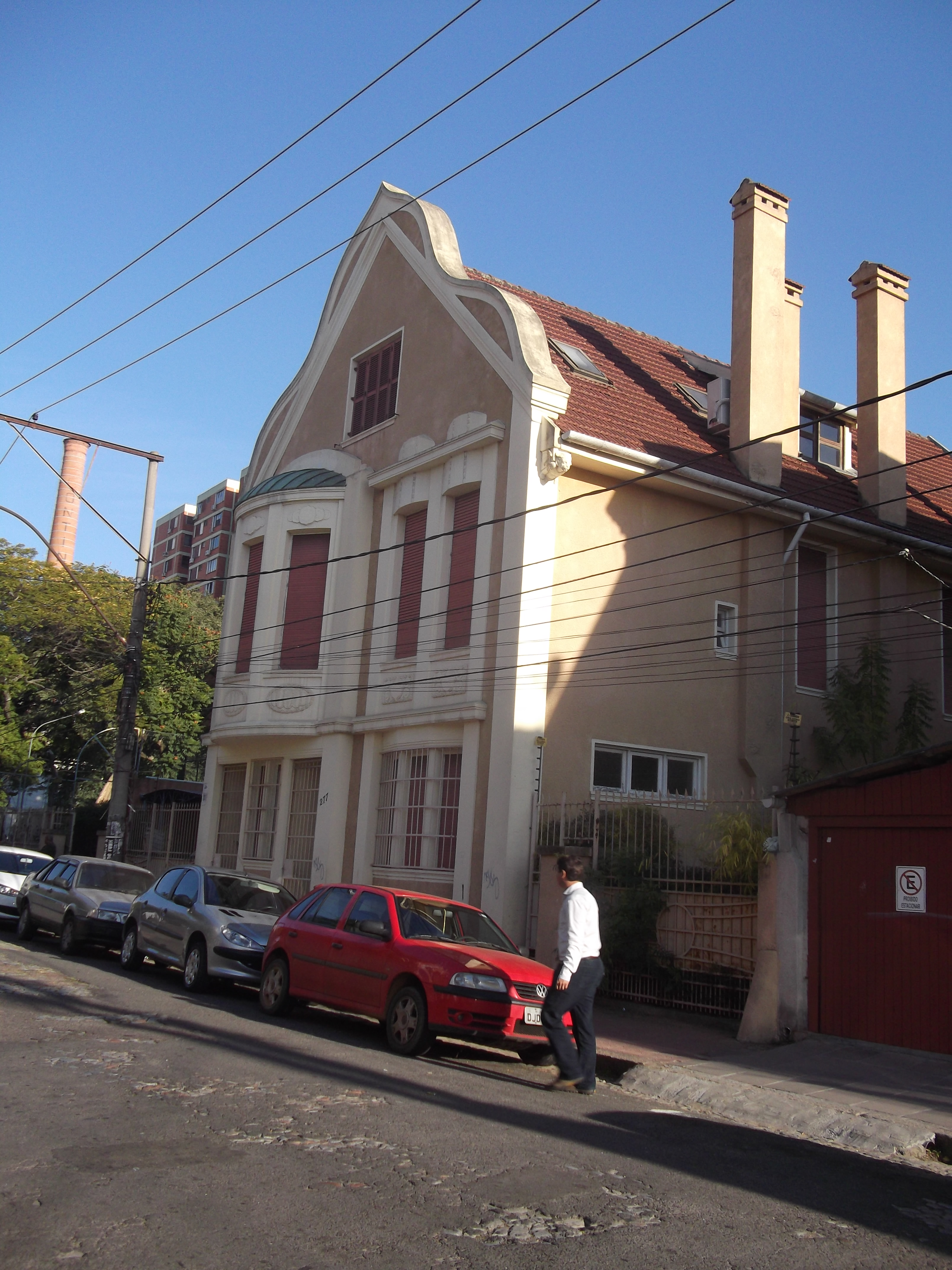
A antiga residência de Wiederspahn, na rua Comendador Coruja, 277.

O historicismo e o amor pela rica decoração de fachada que marcou a produção inicial de Wiederspahn no Brasil, que lhe deu tanta visibilidade e aceitação, foram os responsáveis pelo ostracismo a que ela foi relegada a partir da década de 1950, quando o Modernismo se impunha como a corrente dominante e varria para a obscuridade tudo o que lembrasse o passado. Neste período a escola eclética passou ser vista como pesada, excessivamente ornamentada, antiquada e completamente sem valor, tanto que inúmeros edifícios ecléticos foram demolidos nas décadas seguintes, incluindo a maioria das realizações de Wiederspahn.
Sua revalorização começou na década de 1980, e hoje é consensualmente considerado um dos maiores arquitetos da história do Rio Grande do Sul, tendo deixado um legado notável tanto pelo número de obras como pela sua variedade e qualidade, que renovou e marcou a fisionomia da capital do estado e de várias outras cidades do interior. Alfonso Corona Martinez, um dos principais expoentes da teoria e crítica da arquitetura na América Latina, disse que ele já é "quase legendário", e comparou sua produção à de Eduardo Le Monnier e Alejandro Christophersen. Vários prédios projetados por ele estão entre os principais pontos turísticos de Porto Alegre, e para Maturino Luz, coordenador do laboratório de História e Teoria da Faculdade de Arquitetura da UniRitter, seu papel na história da arquitetura local se compara, guardadas as proporções, ao de Gaudí em Barcelona.
Sua produção na Alemanha foi em sua maioria perdida nas guerras, mas sobrevivem onze exemplares que foram declarados de interesse histórico e cultural, quatro deles legalmente protegidos. Também no Rio Grande do Sul várias de suas obras foram inventariadas ou tombadas. Um grande número de seus projetos, junto com seus diários, registros de obras em andamento e anotações, doados pela sua família, estão depositados no Espaço Delfos de Documentação e Memória da Pontifícia Universidade Católica do Rio Grande do Sul, que mantém o Projeto Organização e Manutenção do Acervo Arquitetônico de Theo Wiederspahn. Seu nome batiza uma praça em Porto Alegre. Apesar desse reconhecimento em ampla escala, sua obra ainda está à espera de mais estudos. Já foram publicados alguns artigos sintéticos sobre sua trajetória, ele é invariavelmente citado em trabalhos gerais sobre a história e arquitetura estadual, e alguns estudos tratam de aspectos pontuais, mas só está disponível um trabalho de grande fôlego que enfoca com exclusividade o conjunto de sua vida e obra, Theo Wiederspahn: arquiteto, publicado em 2009 por Günter Weimer a partir da sua tese de doutorado, sendo a principal referência sobre o arquiteto.